# روي باركر (لاعب كرة قاعدة)
روي باركر (بالإنجليزية: Roy Parker)‏ هو لاعب كرة قاعدة أمريكي، ولد في 29 فبراير 1896 في يونيون في الولايات المتحدة، وتوفي في 17 مايو 1954 في تلسا في الولايات المتحدة.

## وصلات خارجية
- روي باركر على موقعبيزبول رفرنس.كوم (الدوري الرئيسي) (الإنجليزية)